# Paul Émile de Puydt
Paul Émile de Puydt (Mons, 1810 -  Mons, 1891) foi um botânico, economista e escritor belga. Como botânico tornou-se famoso por descrever sôbre as orquídeas.